# RuPaul's Drag Race All Stars (mùa 8)

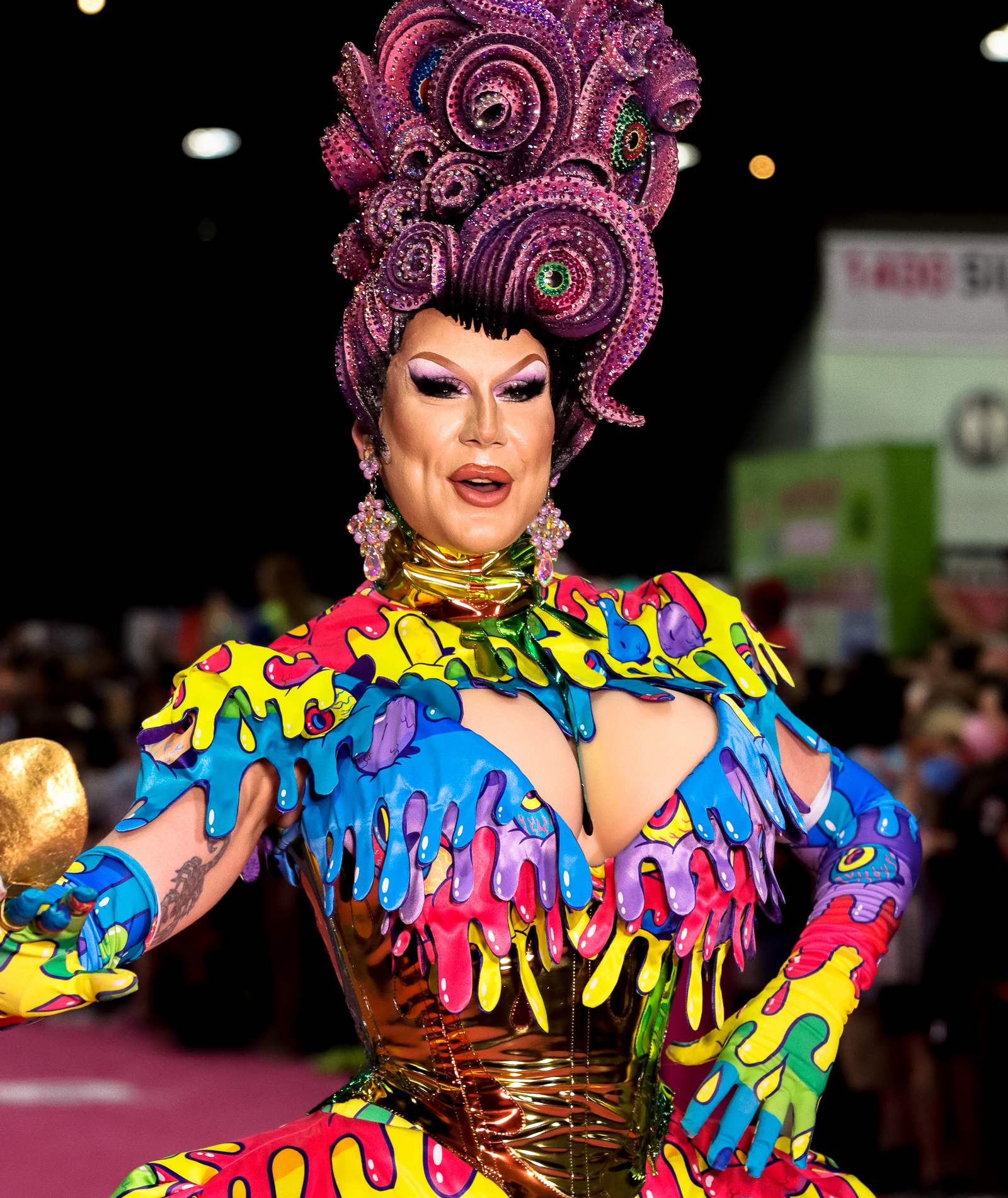
Quán quân mùa 8, Jimbo (2023)

Mùa thứ tám của chương trình truyền hình thực tế RuPaul's Drag Race All Stars được phát sóng vào ngày 12 tháng 5 năm 2023. Ban giám khảo của mùa này vẫn là drag queen RuPaul, Michelle Visage, Carson Kressley, Ross Mathews, bên cạnh đó có sự góp mặt của thành viên giám khảo cũ Ts Madison. Ngày phát sóng cuộc thi được công bố trong một đoạn teaser tập cuối mùa 15 của RuPaul's Drag Race. Dàn thí sinh ra mắt vào ngày 20 tháng 4 cùng năm.
Bên cạnh chiến thắng thông thường, mùa thi này còn có thêm một giải phụ trị giá 50.000 USD cho thí sinh bị loại có trang phục catwalk đẹp nhất (Fame Games).
Mùa thi này có 12 tập phát sóng, người chiến thắng là Jimbo đến từ Canada. Bên cạnh đó, LaLa Ri thắng giải phụ "Queen of the Fame Games".

## Thí sinh
Số liệu tại thời điểm ghi hình
| Tên                  | Tuổi | Quê quán                   | Mùa cũ          | Thứ hạng ở mùa cũ | Thứ hạng |
| -------------------- | ---- | -------------------------- | --------------- | ----------------- | -------- |
| Jimbo                | 39   | Victoria, British Columbia | Canada 1        | 4                 | 1        |
| Jimbo                | 39   | Victoria, British Columbia | UK vs the World | 7                 | 1        |
| Kandy Muse           | 27   | New York, New York         | Mùa 13          | Nhì               | 2        |
| Jessica Wild         | 42   | Boston, Massachusetts      | Mùa 2           | 6                 | 3        |
| Alexis Michelle      | 38   | New York, New York         | Mùa 9           | 5                 | 4        |
| LaLa Ri              | 31   | Atlanta, Georgia           | Mùa 13          | 10                | 5        |
| Kahanna Montrese     | 28   | Las Vegas, Nevada          | Mùa 11          | 14                | 6        |
| Jaymes Mansfield     | 32   | Las Vegas, Nevada          | Mùa 9           | 14                | 7        |
| Heidi N Closet       | 27   | Los Angeles, California    | Mùa 12          | 6                 | 8        |
| Darienne Lake        | 50   | Rochester, New York        | Mùa 6           | 4                 | 9        |
| Mrs. Kasha Davis     | 51   | Rochester, New York        | Mùa 7           | 11                | 10       |
| Naysha Lopez         | 37   | Los Angeles, California    | Mùa 8           | 9                 | 11       |
| Monica Beverly Hillz | 37   | Chicago, Illinois          | Mùa 5           | 12                | 12       |

## Bảng loại trừ
Ghi chú:
| Jimbo                | AT    | THẮNG | AT    | THẮNG | THẮNG | AT    | AT    | AT    | THẮNG | NH    | Khách | QUÁN QUÂN |
| Kandy Muse           | AT    | AT    | AT    | AT    | AT    | THẮNG | AT    | NH    | NH    | THẮNG | Khách | NHÌ       |
| Jessica Wild         | AT    | AT    | THẮNG | AT    | NH    | AT    | AT    | AT    | NH    | LOẠI  | FG    | Khách     |
| Alexis Michelle      | AT    | AT    | AT    | NH    | AT    | AT    | NH    | THẮNG | LOẠI  |       | FG    | Khách     |
| LaLa Ri              | AT    | AT    | AT    | AT    | AT    | AT    | THẮNG | LOẠI  |       |       | THẮNG | THẮNG     |
| Kahanna Montrese     | THẮNG | NH    | AT    | AT    | NH    | NH    | LOẠI  |       |       |       | FG    | Khách     |
| Jaymes Mansfield     | AT    | AT    | AT    | NH    | AT    | LOẠI  |       |       |       |       | THẮNG | Khách     |
| Heidi N Closet       | AT    | AT    | AT    | AT    | BỎ    |       |       |       |       |       |       |           |
| Darienne Lake        | NH    | AT    | NH    | LOẠI  |       |       |       |       |       |       | FG    | Khách     |
| Mrs. Kasha Davis     | AT    | AT    | LOẠI  |       |       |       |       |       |       |       | FG    | Khách     |
| Naysha Lopez         | AT    | LOẠI  |       |       |       |       |       |       |       |       | FG    | Khách     |
| Monica Beverly Hillz | LOẠI  |       |       |       |       |       |       |       |       |       | FG    | Khách     |